# Матушевич Адріан Олександрович
Матуше́вич Адріа́н Олекса́ндрович (18 травня 1899, Ізяслав, Волинська губернія, Російська імперія (нині Хмельницька область, Україна) — 1987, Київ, Українська РСР, СРСР) — український радянський архітектор, виконувач обов'язків головного архітектора Києва (1943–1944), кандидат архітектури (1956).

## Біографія
У 1931 закінчив Київський інженерно-будівельний інститут (містобудівна факультет).
У 1941—1943 працював архітектором Архітектурно-будівельного управління Київської міської управи.
У 1943—1944 виконував обов'язки головного архітектора Києва.
У 1944—1945 — на посаді першого заступника головного архітектора Києва.
У 1945—1946 працював консультантом Управління головного архітектора Києва.

## Проєкти
- Забудова Лівобережної частини Києва (1933–1941)
- Генеральний план реконструкції Києва (1936–1941)
- Проєкт забудови Хрещатика (1944–1945).

## Публікації
- Матушевич А. О. Басейни і фонтани ботанічного // Соціалістичний Київ. — 1935. — № 1. — С. 26–28 : фото.
- Матушевич А. О. Роль Хрещатика в організації центра м. Києва // Вісник Академії архітектури Української РСР. — 1948. — № 1. — С. 17–27 : планы, схемы, фото.(рос.)
- Матушевич А. О. Знижувати вартість будівництва, поліпшуючи якість архітектурно-планувального проєктування // Вісник Академії архітектури УРСР. — 1950. — № 4. — С. 5–11 : фото, плани, табл.
- Матушевич А. Хрещатик. — К. : Академії архітектури Української РСР, 1950. — 116 с.